# ビホルダー
ビホルダー (Beholder) とは、テーブルトークRPGの『ダンジョンズ&ドラゴンズ 』(以下D&Dと表記) に登場する怪物である。球状の体に巨大な一つ目と先端に眼を備えた複数の触手を持つ。D&Dでの登場以後、他のファンタジー作品にも多数の類型の（そして名前の異なる）怪物が登場している。Beholderは英語で「behold＋er＝見つめる者」を意味する。

## 概要
直径1～3m程の球状の体に巨大な一つ目と単眼がついた触手を複数持つ怪物。多くの場合、一つ目の下に巨大な口を持つ。基本的に手足はなく、超常的ではあるが多くの場合魔法ではないとされる（故に打ち消すなど無力化できない）恒久的な浮力で浮遊/飛行する。概ね知能は高く複数の言語を解し、（条件を満たせば）呪文も使える。
最大の特徴は全ての眼が固有の魔法を「呪文の詠唱」ではなく「見るという行為」で使うことである。メドゥーサなどの魔力のこもった視線＝凝視攻撃とは異なりあくまで魔法攻撃であるため、「鏡による反射」「目を逸らす」などの手段では無効化できない。主に光線として発動するこれらの魔法は大きな脅威となる。
神話や著名なファンタジー小説などに由来せず、D&Dでデザインされたゲームの為のオリジナルの創造物である。
以下の記述は日本国内で翻訳発売された作品を主な対象とし、未翻訳の作品は英名で表記してある。また、日本語表記はシステムの翻訳に順ずる。出版年は原本のものである。

### D&D略歴
詳細は『ダンジョンズ＆ドラゴンズ』参照のこと。
D&Dは1974年、TSR社から発売・展開された。
1977年、膨大な追加ルールとデータを整理し初心者向けの『Dungeons & Dragons Basic Set』＝D&D 2版と上級者向けの『Advanced Dungeons & Dragons』＝AD&D 1版として再設計。それぞれ展開・改訂された。
1997年、WotC社がTSR社を買収し、2000年にAD&Dの流れを継ぐ新たなD&D 3版（実質AD&D 3版である）を発売。これが現在改訂を行いながら展開されているシリーズとなる。また、この3版の発売によってD&D 1版はオリジナル、2版～5版はクラシックと呼称され、現行の3版～5版の流れから完全に分けられた。
日本国内でのD&Dは1986年クラシック4版→1991年AD&D 2版→1994年クラシック 5版→2002年 3版～という順で展開。4版（1983～）は『Immortals Rules Set』（1986）を除く4セットが、AD&D 2版（1989～）は『プレイヤーズハンドブック』『ダンジョンマスターズガイド』、バインダー形式でルーズリーフ状のページを追加できる『モンスター・コンペンディウム』のVol.1と数冊のサプリメントが新和から発売された。
『ルールサイクロペディア』としてまとめられた5版（1991）は、メディアワークスから文庫版『プレイヤーズ』『ダンジョンマスターズ』『モンスターズ』として刊行。9レベル（ハーフリングは8レベル）までを扱う抄本で、後に『ルールサイクロペディア　上級ルール』が発売予定であった。WotC社の3版以降はホビージャパンから発売されている。

## D&Dにおけるビホルダー
「目玉の暴君（アイ・タイラント）」「多眼の球魔（スフィア・オブ・メニィ・アイズ）」という別名を持つ。
属性は一般的に「秩序にして悪」（ローフル・イビル）。多くの場合、巨大な一つ目と単眼がついた10本の触手に備わる暗闇を見通す視力で全周を知覚し、高い知能に加え巨人にも匹敵する頑強な身体、プレートアーマーに勝るとも劣らぬ外皮、両手持ち武器を凌ぐ威力の牙を持つ強力なモンスター。キャンペーンシナリオなどのボス役に配されることもある。配下を従えることは良くあるが、基本的に単独で出現し、同族と行動を共にすることはまずない。
巨大な一つ目／単眼がついた触手（eyestalks）は新和版では主眼／眼突起、ホビージャパン版では中央の眼（セントラル・アイ）／眼柄とそれぞれ表記される。ビホルダーの代表的能力は、巨大な一つ目／eyestalksの眼が秘める固有の魔法である。ただ「見る」だけで発動する魔法は一般的な呪文による魔法の構成要素（詠唱や身振り、道具や物質的要素（AD&Dでは触媒））を一切必要とせず、故に代表的な魔法封じである「沈黙」の魔法も影響しない。更に回数など使用に関する制限もなく、失敗することもなく、呪文の使用でイニシアチブ（先制権）を失うルールにおいても通常攻撃と同じ扱いでイニシアチブに影響しない。
通常の呪文による魔法と同様の効果を発現することもあるが、可視／不可視の光線の形で発現することが多い。呪文では接触が必要な魔法でも、光線なので離れてかける事が出来る。
一つ目の魔法はほとんどの場合常に発動している。目を閉じるなど魔法を停止できるかはTSR社製のシステム（オリジナル～AD&D2版）時代は不定であり、目を閉じ停止できることが明言されたのはWotC社の3版からである。
また、eyestalksの知覚は全周に及び、1本でも機能していれば基本的に死角はない。一方で一つ目でも全周を知覚できるかは不明。
全ての眼は攻撃を受けても瞬きせず、視力と魔法を損なうことはない。TSR社製のシステムでは本体・一つ目・eyestalksでそれぞれアーマークラス（AC。命中判定の目標値を決める数値。有効打の与えにくさ）が異なり、固有のHPを持つ。0になった眼は魔法も視力も失うが、数日で再生する。
その歴史は不明。一つ目の魔法がAD&D及びクラシックD&Dでは異界の力の強力かつ特殊な形であることから、異界と関わりがある事が窺える。4版サプリメント『次元界の書』（2008）では「彼方の領域」の影響で生まれたとされている（直接やってきたわけではない）が、何時から、如何にして存在しているのかはやはり不明。3.5版サプリメント『エベロンワールドガイド』（2004）によると背景世界の一つエベロンでは狂気の次元界ゾリアットの支配者・デルキールによって物質界への侵攻に際し生ける砲台として創造されている。
ビホルダーのバリエーションの内、亜種（ビホルダーと名がついていないもの）はまとめてビホルダーキン（Beholderkin）と呼ばれる。
全てのビホルダーとビホルダーキンは（あれば）眼の魔法と牙による噛みつきで攻撃する。

### オリジナルD&D（1974）
サプリメント1『GREYHAWK』(1975)に登場。
直径3フィートの身体には一つ目とその下に口、身体の頂部にeyestalksが10本備わる。魔法の内訳は
1. Charm Person Spell（魅了）
2. Charm Monster Spell（怪物魅了）
3. Sleep Spell（睡眠）
4. Telekinesis（念動）
5. Flesh-Stone Ray（石化）
6. Disintegrate Ray（分解）
7. Fear Ray（恐怖）
8. Slow Spell（減速）
9. Serious Wound Spell（重傷）
10. Death Ray（即死）
11. Anti-Magic Ray（魔法遮断）

となっており、11番目が一つ目（a great eleventh eye）のもの。
ビホルダーの代名詞といえるのが一つ目から常に放たれているAnti-Magic Rayである。これは照射されている範囲内の全ての魔法を抑止、唱えられる呪文や一部のマジックアイテムの呪文や呪文に似た効果の発動を妨げ消失させる。回数など使用に関する制限はない。既に掛かっている持続時間が長い／無い魔法（主にマジックアイテムの力）については不定。eyestalksの魔法も多種多様な一方で「石化」「分解」「即死」と致命的なものが複数ある。 特に「分解」は物品も生物も塵にしてしまうため、この光線を受けると死亡するのは勿論、遺体も残らないため「蘇生」の魔法が使えない（最高レベルの魔法である「願い（wish）」で肉体を復元すれば「蘇生」の魔法が使える）。 eyestalksの魔法がAnti-Magic Rayに遮断されるかは不定。

### AD&D1版（1977）
AD&D 1版『Monstrou Manual』（1977）に登場。
AD&D 1版は上級ルール的な位置付け（直接の互換性はないので上級者向けゲーム）であり、ビホルダーはこちらに収録された。直径4～6フィート、Lサイズの怪物に改められ、全身は幾重にも重なるキチン質の外殻に覆われている（眼とeyestalksも同様だが体に比べると薄い）。悪意に満ち、好戦的かつ貪欲なので普通戦闘は避けられない。ただし特に強力なパーティーに対しては50％の確率で交渉に応じることがある（交渉内容を曲解して後に襲撃してくることは充分有り得る）。 独自の言語の他、ローフル・イビルの言語を話す。
1. Charm Person Spell
2. Charm Monster Spell
3. Sleep Spell
4. Telekinesis
5. Flesh-Stone Ray
6. Disintegrate Ray
7. Fear（as a wand）
8. Slow Spell
9. Serious Wound
10. Death Ray
11. Anti-Magic Ray

Anti-Magic Ray（アンチマジック・レイ）はAD&D固有のルールであるモンスターの魔法抵抗力（MAGIC RESISTANCE）の特殊な形とされた。ビホルダーのアンチマジック・レイは照射範囲内の魔法を100％無効化する。怪物の成り立ちに由来するいわば自然な現象であるため、その使用に際し照射範囲以外の制限は無い。一方で範囲外からの魔法に対しては魔法抵抗力がない上、「自身に掛けられた魔法に対する100％の抵抗」であるため、自身のeyestalksの魔法、そしてマジックアイテムに対する影響は明記されていない。後述記事「ビホルダーの生態」では魔法の呪文や呪文に似た力のみを停止させ、魔法の剣の＋ボーナスには作用しないだろうとされている。eyestalksについては触れられていない。
eyestalksは一つの方向90°に1d4本、攻撃範囲が90°増えるごとに倍の数（後方180°には最大8本、左右後方270°には最大10本）使用できる。7「恐怖」が円錐状の光線を照射するマジックアイテムのwand扱い、9「重傷」がSpellともRayとも表記されていない（有効距離のみが記されており判定方法は不明）以外、魔法の内訳も同じ。
ビホルダーに対する近接攻撃は常にどこに命中し得るかの判定（キャラクターの狙いとビホルダーの回避の結果としてパーセンテージ判定）の後に命中判定を行う。本体75％、一つ目10％、いずれかのeyestalks10％、いずれかのeyestalks先端の単眼が5％である。単眼は命中すると即座に使用不能になる。
DRAGON #78（1983.8.）にはEd GreenwoodとRoger E. Mooreによる記事「ビホルダーの生態」が掲載された。
ビホルダーの体の中心には脳に囲まれるレヴェイター・マグナス（levator magnus）と呼ばれる魔法の器官があり、これがビホルダーの恒久的浮力を生じさせている。いかなる魔法を用いてもこの働きを止めることはできない反面、ビホルダーは強い風圧に抗えない。故に風のない地下の空洞や遮蔽物の多い荒れ地を好む。
アンチマジック・レイは微かに灰色がかった可視光線で全長140ヤード、基点（＝一つ目周辺）で直径1フィート、底面で直径10フィートの細長い円錐状で、普通一人に向けられる。
雑食性だが非常に生肉、特に牛や馬、そして人間を好み、植物も種類を問わず大量に消費する食物連鎖の頂点である。骨などの不消化物は巣を特定されぬよう離れた場所に老廃物と共に吐き出す。独自言語さえ持つビホルダーだが、これらの特徴ゆえに同族との同盟を望みながらも互いの生活圏を侵さぬよう離れて暮らしている。自身の安全や財宝の収集を担う召使いや僕を従えていることもある。
年に一度、全てのビホルダーは生殖巣から口腔を経て直径1フィートの卵を1～4個吐き出す。卵はツヤのない白色で皮の球体のような質感と外観、捕食者を寄せ付けない不快な臭いを持つ。ビホルダーは自身が孵った荒れ果てた岩の丘を記憶しており、本能的に同じ場所＝幾世紀にもわたる産卵場所に卵を産み捨てる。この臭いと歴代の産卵場所はビホルダーを滅ぼそうとする者を結果的に引き寄せてしまう。卵は世話される事無く、気候や病気、殺戮者に曝されながらも2～12ヶ月で直径3フィートまで膨らみ孵化する。この発達期間のばらつきのため、ビホルダーの産卵に特定の季節や周期はない。孵化した幼生は卵の殻を食すことで成体の能力を引き継ぐ。当初の能力は相応に低いが、1年で成体になる。
ビホルダーの寿命は季節が900回巡る程（＝約225年）と言われている。
戦闘において、ビホルダーは魔法を使うべく距離を保とうとする。テレキネシスの力で飛び道具を逸らしたり取り上げながら、アンチマジック・レイを魔法を使いそうなもの＝防具を付けていないものに向ける。接近戦においても武器の届かぬ位置に浮かび上がりつつ体を傾けて目の魔法を使うであろうから、ビホルダーとの屋外戦は困難。ビホルダーは飛行速度こそ緩慢だが空中での旋回性など機動力は高く、飛行高度も呼吸可能な高度まで制限なく上昇できる。天井の下、大勢の射手を雇ってビホルダーや僕から守り、大量の矢を射かけさせるのが最良だが上手く餌に毒を仕込めた例もある、とされている。

背景世界の一つフォーゴトン・レルムのウォーターディープの犯罪王「ザナサー（Xanathar、国内移植版『アイ・オブ・ザ・ビホルダー』（1991）ではクサナタール）」は今日までサプリメントなどに登場している。

### クラシックD&D4版（1983）、クラシックD&D5版（1991）
ビホルダーは15～25レベルを扱うクラシック4版『コンパニオンルールセット』（1984）とリプレイ『ミスタラ黙示録』第14・15話に登場。
直径4フィート、外皮は強固なキチン質とAD&D1版の設定を引き継ぐ。空中を浮遊するが、空中で上下逆さになれるか、なった状態で眼の魔法を使えるかは不定。
1. チャームパーソン（魅了）
2. チャームモンスター（怪物魅了）
3. スリープ（睡眠）
4. テレキネシス（念動）
5. フレッシュトゥストーン（石化）／ストーントゥフレッシュ（石化解除）
6. ディスインテグレイト（分解）
7. コーズフィアー（恐怖感を与える）／リムーブフィア（恐れをはらう）
8. スロー（減速）／ヘースト（加速）
9. コーズシリアスワンズ（重傷をあたえる）／キュアシリアスワンズ（重傷をなおす）
10. デススペル（死の呪文）

　主：アンチマジックレイ（魔法遮断）
主眼は真上と真下には向けられない。不可視光線のアンチマジックレイの範囲はクラシック4版では正面だがクラシック5版では前方となっており、AD&D2版を受けてクラシック5版では90°の円錐状に解釈される。そしてその効果はこれまでの「全ての魔法を遮断」という表記通りの威力に改変された。
即ち範囲内の全ての魔法を抑止し直ちに効果を遮断、主に戦闘中に使われる呪文などの瞬間的な魔法と持続時間が長い／無い魔法の発動を打ち消しマジックアイテムの力を消失させる（魔法の武器は通常の武器となり魔法の回復薬等もただの飲料となる）。唯一遮断できないのは使用者含めあらゆる魔法を打ち消す「対魔法防御（アンチマジックシェル）」のみ。なお、石化の魔法は、肉体の石化が完了した時点で終了しているので、アンチマジックレイでは元に戻せない（故にストーントゥフレッシュの魔法がある）。 
この力はあくまで抑止による遮断・消失であり、解除や中和（＝ディスペル）では無い。既に掛かっている持続時間が長い／無い魔法（主にマジックアイテムの力）は範囲から出れば再び効果を現す。光線の範囲から出たマジックアイテムや長時間持続する魔法はコンパニオンルールでは直ちに復活するが、クラシック5版では1ターン＝10分後に復活、持続時間も経過するとされた。
これはマスタールール（1985）において、この力はイモータルなどのアンチマジック効果の一つとされたためである。
眼突起は下方以外の前後左右一つの方向へ最大4本、上方へは全て同時使用できる。眼突起の魔法は有効距離こそ異なるが同名の呪文と同じ効果と範囲を持ち、同様の判定を行う（コーズシリアスワンズは本来は接触してかけるので実質別の遠距離攻撃魔法になっている。命中判定を行うのか、対呪文判定かは明記されていない）。例えばDeath Rayは魔法使いの「デススペル」として光線の射程内の一点を中心に一定範囲全ての生物が対死の光線判定をしなければならない反面、8レベル以上のプレイヤーキャラクターには影響を及ぼさない。
更に5版では、全ての魔法が呪文扱いになったことから、逆呪文も用いることができる。
これにより、10の眼突起で14の魔法を使えることになる。
5％の確立で最大6体の子供（ほぼ1/10の能力）を連れている。

#### アンデッドビホルダー
26～36（最高）レベルを扱うマスタールールセット（1985）に登場。
外見はビホルダーと変わらないが、アーマークラスを含め軒並み能力は上昇している。非常に高い知能を持ち、多くの言語を使いこなす。25レベル以上のクレリックは一目でアンデッドと分かる上ターン・アンデッドを試みる事もできるが、分類としてはコンストラクト・モンスター（ゴーレム等魔法で創造した存在）。吸血鬼と思しき能力を持ち、噛みつきは2レベルのエナジードレイン、自由にガス化できHPは毎ラウンド3回復、0になると自動的にガス化して棺の代わりに真の暗闇で復活する。銀製の武器と+1の魔法の武器は効かず、全ての「チャーム」「ホールド」の他、「スリープ」、幻影、光線、毒に耐性を持つ。
1. アニメイトデッド（死体ゾンビ化、光線なので接触不要）
2. 吸血鬼のチャーム（判定にペナルティ）
3. コンティニュアルダークネス（永遠の暗闇）
4. デススペル
5. ワイトのエナジードレイン（1レベル）
6. スペクターのエナジードレイン（2レベル）
7. グールのパラライズ（麻痺、エルフには効かない）
8. アニメイトオブジェクト（物品操作）
9. ディスペルマジック（魔法解除、26レベル魔法使い相当）
10. テレキネシス

　主：リフレクションレイ（魔法反射）
主眼が常に放射するリフレクションレイは正面からアンデッドビホルダーにかけられた魔法を全て使い手に返す。更にこの光線はクレリックのターン・アンデッドさえ反射し、対呪文判定に失敗したクレリックは恐慌状態に陥り逃走する（マジックアイテムの「スペルターニング」とはこの点が異なる）。マジックアイテムや既に掛かっている持続的な魔法、アンデッドビホルダーを対象にしない魔法（味方に対する回復魔法、補助魔法等）は明記されていない。
眼突起は下方以外の四方の一方に最大3本、上方には10本同時に使用できるが、危機に陥らない限り毎ラウンド計2本しか使わない。その魔法には呪文ではなくアンデッドモンスターの特殊攻撃が混じっており、判定方法は明記されていない（射撃として通常の命中判定か対呪文や対光線の判定なのか、はたまた回避不能なのか）。特にワイトとスペクターのエナジードレインは有効距離が表記されていないので接触＝通常の攻撃扱い＝最大3回の近接攻撃と解釈するか、噛みつきのエナジードレインにそれぞれのエナジードレインを上乗せ＝近接攻撃はあくまで1回とするかである。いずれにせよ、これらを正面の目標1体に集中させると噛みつき＋ワイトの眼突起＋スペクターの眼突起で最大5レベルものエナジードレインとなる。

#### アクアティックビホルダー
ゲームアクセサリー『モンスター・マニュアル』（1986）に登場。深海に棲むビホルダーで眼突起は2本しかないが牙に加えて甲殻類の様な腕を一対持ち、肉体的にはより強力。
1. チャーム・パーソン
2. ホールド・モンスター（怪物金縛り）

　主：閃光（60フィート範囲）
主眼が3ラウンドに1回放つ閃光は範囲内の対デスレイ判定に失敗したもの全員を1～10ラウンド失神させる。また、1と2の眼突起を同時に使うことで全感覚に影響する幻覚を作ることができる。

### AD&D2版（1989）
『モンスター・コンペンディウム1』（1989）に登場。ほぼAD&D1版と同じである。
1. チャーム・パーソン
2. チャーム・モンスター
3. スリープ
4. テレキネシス
5. フレッシュ・トウ・ストーン・レイ
6. ディスインテグレイト・レイ
7. フィアー（ワンドに準ずる）
8. スロー
9. コーズ・シリアス・ウーンズ
10. デス・レイ

　主：アンチ・マジック・レイ
主眼の光線が前方90°の円錐状で範囲内の全ての魔法を遮断するようになり、これは（角度は変わるが）今日の5版まで続いている。
眼突起の魔法は単に「特殊攻撃：魔法」と表記されており、1つの眼が個人に同名の呪文と同じ効果の魔法をかける。～・レイと表記されるものは同名の対スペル判定か、D&Dにおける対死の光線判定に相当する対デス・マジック判定かは不定。フィアーはAD&D 1版同様マジックアイテムのフィアー・ワンド扱いで、逆呪文のコーズ・フィアーより範囲が広い。
眼突起の先の眼球は空中浮遊の魔法薬の材料となる為、魔術師や錬金術師は1つにつき金貨50枚まで値をつける。

#### 『Monstrous Arcana』
生態などの設定を中心としたソースブックと三連作のシナリオによって1つのモンスター種族を掘り下げる『Monstrous Arcana』シリーズの第一弾でビホルダーが取り上げられた（第二弾はサフアグン、第三弾はマインド・フレイヤー）。ソースブック『I,Tyrant』（1996）ではこれまでに登場したものや新しく設定されたビホルダーのバリエーション、そして多くのビホルダーキンが登場している他、生態や住処、社会が解説されている。ここでまとめられた設定は形を変えながら後の版で繰り返し使われている。

### D&D3版（2000）、3.5版（2003）
3版及び3.5版の『モンスターマニュアル』に登場。
3版では直径6フィート・大型サイズの異形（のクリーチャー）に改変。
3.5版では直径8フィートと更に大型化、能力値も軒並み上昇しており、3.5版の「モンスターの強大化」のルールによってより大型の個体も存在し得る。また、ガウス（後述）と併せて「ビホルダー族」、独自言語は「ビホルダー語」と記述された。
日本ではこの版からビホルダーの生態が紹介されている。ビホルダーは一般に憎悪に満ち強欲で攻撃的、排他的かつ支配的である。個体ごとの外見の差異が非常に大きく、生来の傲慢さも加わって自身こそが理想的なビホルダー（そして完璧な生物）と考え、同族を侮蔑している。ビホルダー同士が遭遇すると多くの場合殺し合う。ビホルダーの住処は地面を歩く種族が到達し難い場所に設けられる。「分解」で岩盤に掘られたり自然の洞窟を拡張したりして作られる住居内部は、平行に走る管状通路が部屋や垂直に伸びる通路などで連結される階層構造で、飛行できないと移動するのは困難な作りである。
3版サプリメント『次元界の書』（2001）にはビホルダーの神格「太母」が登場した。外方次元界の一つ・アビスの第6階層、無数の曲がりくねったトンネルが網の目のように走っており、その壁面には宝石を散りばめた様に無数の眼が生えているという世界「百万眼の封土」を支配する神で、その眼全てが太母のもの。特に信仰心の篤いビホルダーやビホルダーキンの個体は、このトンネルを彷徨い、デーモンや迷い込んだ訪問者、そして互いを喰らうという。太母は3.5版の『モンスターマニュアル』巻末のモンスター神格の表に記載され、その表の増補版が3.5版サプリメント『信仰大全』（原題『Complete Divine』（2004））に記載された。太母の属性は「混沌にして悪」、領域は「悪、混沌、死、力」、好む武器は「噛みつき、グレートアックス」という上級神である。太母は3.5版サプリメント『魔物の書 1:奈落の軍勢』（原題『Fiendish Codex I: Hordes of the Abyss』（2006））にもアビスの項に名前だけ記載されている。
eyestalksは眼柄と訳され、中央の眼共々固有のHPを持つビホルダー専用戦闘ルールはなくなり、同時に眼の魔法を封じる方法はなくなった。魔法は全て光線として発動し、対応する呪文が明記、かつ個人に対する攻撃とされた（逆呪文として使用できず、呪文なら一定範囲に掛かる魔法でも個人にしか効果がない）。内訳自体はAD&D 2版と変わらないが、一部対応する呪文により効果が変わったものがある。これらを前後左右一つの方向90°に最大3本使用できる。
1. インフリクト・モデレット・ウーンズ（中傷付与、抵抗判定でダメージ半減）
2. スリープ
3. スロー
4. チャーム・パースン
5. チャーム・モンスター
6. ディスインテグレイト（分解orダメージ）
7. テレキネシス
8. フィアー
9. フィンガー・オブ・デス（即死orダメージ、HPが0になると判定無しに死亡）
10. フレッシュ・トゥ・ストーン

央：アンティマジックの場（円錐形）
中央の眼は閉じることでアンティマジックの場を稼働停止にできることが明記された（各ラウンドに1回）。
3.5版サプリメント『アンダーダーク』（2003）にはビホルダーの都市「ウールタル」「ザンコロス」が紹介されている。
同族嫌いのビホルダーだが峻険な岩山や地下の巨大な石柱など安全な住居を作れる場所には嫌悪より保身を優先して集まることがある。その場合、他のビホルダーは自分の守衛程度に考えているか、強大な支配者に守衛扱いされているかだ。

#### デス・タイラント（3版）
3版サプリメント『フォーゴトン・レルム　ワールドガイド』（2001）にはビホルダーのアンデッドであるデス・タイラントが登場。吸血鬼然としたクラシックD&Dのアンデッド・ビホルダーと異なりこちらは腐敗し苔生したゾンビの様な姿で意思を持たず、支配者や創造者（後述のビホルダー・メイジやエルダー・オーブなど）がプログラムした命令に従い、言語を解したり発したりすることはない。ターン・アンデッドに耐性を持つ上に浮遊を始め眼の魔力などビホルダー生来の能力を一部保持している。一般に中央の眼を含む6～9個の眼が残っており、それらの魔法を知性があるかのように効率的に使う。なお、AD&D 2版『Monstrous Manual』（1993）では、デス・タイラントはアンデッド・ビホルダーの別名であった（設定はデス・タイラントとほぼ同じ）。

#### ビホルダー・メイジ
3版サプリメント『フェイルーンのモンスター』（2001）にはビホルダーの魔法使いが登場。中央の眼を潰し、任意の眼柄の光線を捨て（視力を失うことはない）、特定レベルの呪文を発動させる「呪文柄」にすることでビホルダーはウィザード（呪文書を持ち学習で呪文を使うクラス）技能を習得し成長させる事が出来る。通常呪文は集束具・運動要素（詠唱と身振り）・物質要素を必要とするが、ビホルダー・メイジは集束具を潰した中央の眼で、運動要素を呪文柄の一振りと特殊な歌で賄い物質要素なしに呪文を使う事が出来る。呪文書の記述から歌を自分で編纂する辺り、ソーサラー（学習でなく感覚で呪文を使うクラス）の要素もある。

#### ドゥーム・スフィアー
3版サプリメント『フェイルーンのモンスター』にはゴーストの項にビホルダーの幽霊であるドゥーム・スフィアーが登場。フォーゴトン・レルム世界には『モンスター・マニュアル』収録のゴーストに幾つかの特殊能力が追加された独自の幽霊が数種おり、このビホルダーの幽霊もその一つである。ドゥーム・スフィアーは噛みつきが非実体の存在にもダメージを与えるゴーストの「腐敗の接触」と同じ扱いになり、HPが上昇したうえ「攻撃への完全耐性：冷気・電気」を持つ。
眼柄の光線はほぼ一新されている。
1. フィアー
2. スロー
3. 寒けの光線（一時的耐久力ダメージ＋意思判定失敗でスロー）
4. 萎びさせる（一時的筋力＋耐久力ダメージ、クリティカルで恒久的能力値吸収、頑強判定で無効）
5. ホールド・モンスター
6. エナヴェイション（一時的エナジードレイン、効果累積）
7. アニメイト・デッド
8. 骨砕き（ダメージ＋移動速度半減、頑強判定失敗でダメージ増大＋次ラウンド追加ダメージ）
9. 肉焼き（≒メルフス・アシッド・アロー。5ラウンド継続ダメージ）
10. アンホーリィ・ブライト（善のキャラクターはダメージ＋頑強判定失敗で1～4ラウンド不調状態。中立はダメージ1/2のみ）

央：アンティマジックの場（円錐形）
「寒気の光線」「萎びさせる」はレルム世界のゴーストの能力であり、後者は本来接触攻撃のところ光線として遠距離攻撃に変化。「骨砕き」や「肉焼き」はドゥーム・スフィアー固有の魔法である。
その破滅的な能力と不死性などから未開の部族には神として崇められていることがある。

#### エルダー・オーブ
3.5版サプリメント『ウォーターディープ　壮麗な都』（2005）には「目」という別名でザナサーが再登場。「強大化したエルダー・オーブ」と記述されているが、その詳細は3.5版サプリメント『Lord of Madness』（2005）にあるとなっている。
エルダー・オーブはビホルダーが寿命を越えて長い時を経た存在。発生率は数百体に一体で、先天的に寿命が無いのか後天的に変異するのか不明だが、寿命で死ぬことはない。体の大型化に伴いHPが増大しているが俊敏さが損なわれた。また、老化により筋力や耐久力は低下しているが知力や魅力は向上している。最大の特徴はソーサラー技能を持っていること。ビホルダー・メイジと異なり生来の眼の光線を失うことなく、ただ中央の眼を閉じるだけで集束具なしに呪文を（音声要素を含む何らかの形で）使う。物質要素不要の呪文を好むが必要な呪文が使えるかは不明。

#### マインドウィットニス（3.5版）
3.5版サプリメント『アンダーダーク』にイリシッド（マインド・フレイヤー）に寄生され変異したクリーチャー「ハーフ・イリシッド」の一例として、ビホルダーが変異したマインドウィットニスが登場している。ビホルダーとマインド・フレイヤーの全ての能力―中央の眼のアンティマジックの場、10本の眼柄の光線による魔法、マインド・ブラスト、そして口元に生えた触手での脳の摘出による即死攻撃全てを持つ恐るべき怪物である。

### 4版（2008）
3.5版に続き「ビホルダー族」として、翻訳された3冊の『モンスターマニュアル』全てに登場している。また、『ダンジョン・マスターズ・ガイド』にはリッチのテンプレートが適用されるべきクリーチャーにビホルダーが含まれ、サプリメント『ダンジョン・サバイバル・ハンドブック　未知への挑戦』（原題『Into the Unknown：Dungeon Survival Handbook』（2012））の第2章にゾコルヤラクスという個体と概要ー乱射される光線の恐ろしさ、それに匹敵する誇大妄想と支配欲の恐ろしさーが記載された。
ほぼ全種が大型・異形の魔獣に分類されている。眼柄は10本だが、眼を潰せないからか魔法の種類は眼柄の数と一致せず、アンチマジックの光線（場）を持つ種がいなくなった。特殊能力として「アイズ・オブ・ザ・ビホルダー／何ものも看過せぬ無数の目」と呼ばれるオーラを纏う。このオーラの範囲内ではビホルダーの視線上の敵は全て自ターン開始時に1回、ランダムに選ばれた眼柄の光線を受ける。また、多くの種が重傷になると何らかの特殊能力を発動する。

#### ビホルダー・アイ・オヴ・フレイム
『モンスターマニュアル1』(2008）に登場。同族で協力したり、ビホルダー・アイ・タイラントなどの配下になることもある。
1. 炎の光線（[火]ダメージ）
2. 念動力光線
3. 恐怖の光線

央：［火］に脆弱性を持たせる
眼の光線は自ターンに「炎の光線」と任意に選んだ光線を別々の敵に使用可能。重傷になったり死亡したりすると自分を中心に炎の爆発を起こす。魔法の種類もあってガウス（後述）が強大化したような種。

#### ビホルダー・アイ・タイラント
『モンスターマニュアル1』に登場。名前通り従来のビホルダーに近い。他の「下等な」生物やアイ・オヴ・フレイムを従えていることがある一方で、これも従来通り他のアイ・タイラントと協力することはない。
1. 灼けつく光線（[光輝]ダメージ）
2. 衰弱光線（[死霊]継続ダメージ）
3. 催眠光線（気絶状態）
4. 念動力光線
5. 金縛り光線
6. 混乱光線（≒魅了）
7. 恐怖の光線
8. 石化光線
9. 死の光線
10. 分解光線

央：幻惑
眼の光線は自ターンに任意に選んだ光線2種を別々の敵に使用可能。重傷になると更に4種の光線を放つことがある。

#### ビホルダー・アイ・オヴ・フロスト
『モンスターマニュアル2』(2009）に登場。寒冷地に住み、フロスト・ジャイアントなどに雇われることもある。刹那的で歪んだ快楽主義者で、長期的な計画を立てることはない。
1. 冷凍光線（[冷気]ダメージ）
2. 念動力光線
3. 氷結光線（[冷気]継続ダメージ＋拘束状態）

央：弱体化状態にする
眼の光線は自ターンに任意に選んだ光線1種を使用可能。中央の眼の光線による弱体化中に[冷気]のダメージを受けると弱体化が解けるまで“動けない状態”になってしまう。重傷を負うと氷の鎧を纏って防御力を上げる特殊能力を持つ。

#### ビホルダー・アイ・オヴ・ケイオス
『モンスターマニュアル2』に登場。かつて“奈落（アビス）”を探索し、身も心も大きく歪んでしまったアイ・タイラントの子孫。破壊衝動に突き動かされており、ひたすら暴力と不和と荒廃をまき散らす一方で複雑な陰謀を企てる。デーモンと行動することもある。
1. 念動力光線
2. 盲目光線
3. 困惑光線
4. 狂気光線（精神支配する≒魅了）
5. 恐怖光線
6. 瞬間移動光線（ダメージ＋強制移動）

央：無力化させる（特殊能力や技能を使えなくする）
眼の光線は自ターンに任意に選んだ光線1種を使用可能。重傷を負うと「アイズ・オブ・ザ・ビホルダー／何ものも看過せぬ無数の目」の範囲内にランダムに選ばれた1種の光線を波紋状に展開し、視線上にないものも含め全ての敵を目標にできる。その後自身はこの範囲内から瞬間移動で離脱する。

#### ビホルダー・アルティメット・タイラント
『モンスターマニュアル2』に登場。ビホルダー族の頂点に君臨する存在で、超大型の体躯は“彼方の領域”の狂気から力を引き出している。アイ・タイラントやアイ・オブ・ケイオスを含む全てのビホルダー族を従え率いる力を持つ。
1. 錯乱光線（ダメージ＋味方への攻撃）
2. 解体光線（最大3回の継続ダメージ）
3. 衰弱光線（ダメージ＋弱体化状態）
4. 燃え盛る光線（[火]継続ダメージ）
5. 念動力光線
6. 極寒光線（[冷気]ダメージ）
7. 石化光線（減速＋石化）
8. 分解光線（ダメージ＋継続ダメージ）
9. 牽引光線
10. 強制退却光線

央：幻惑＋減速光線
眼柄の10種の光線は全て一点から広がる魔力の爆発で範囲内の全員に効果を及ぼす。任意の2種の光線を放ち、更に重傷を負ったりHPが0になると「アイズ・オブ・ザ・ビホルダー／何ものも看過せぬ無数の目」の2倍の範囲内にランダムに選ばれた1種の光線を乱射、全ての敵を攻撃する。特殊防御として自身に向けられる魔法を無効にするアンチマジック・フィールドを纏い、石化に対する完全耐性を持つ。

#### ビホルダーの幼体
『モンスターマニュアル3』（2010）に登場。中型の異形で、どの様にビホルダーが繁殖するかは正気と胃の中身を保っておきたいなら知らない方が良いとされる。両親の虐待を生き抜くことはめったにないが、たとえ虐待の生活史が無かったとしても生来の邪悪さが減ることはない。両親と同じカテゴリーの光線を任意に最大2体に放つがダメージは小さく、「アイズ・オブ・ザ・ビホルダー／何ものも看過せぬ無数の目」のオーラを持たない。

#### ビホルダー・アイ・オヴ・シャドウ
『モンスターマニュアル3』に登場。“影界”に通じる次元間の通路に長く居過ぎたために変異したビホルダー。その体のほとんどは暗闇と憎悪でできており、獲物が恐怖するのを喜ぶ。
1. 盲目化光線（[光輝]ダメージ＋一時的盲目状態）
2. 雷鳴光線（[雷鳴]ダメージ＋一時的耳聾状態）
3. 影縫い光線（[死霊]ダメージ＋動けない状態）

央：恐怖光線
眼の光線は自ターンに任意に選んだ光線1～2種を異なる敵に使用可能。「アイズ・オブ・ザ・ビホルダー／何ものも看過せぬ無数の目」のオーラを持たない反面、影に溶け込んで瞬間移動し不可視状態になれる。この不可視状態は次のターン終了までか自身が攻撃しない限り継続し、時間切れまで不可視状態でいるとHPが回復する。

#### ゴースト・ビホルダー
『モンスターマニュアル3』に登場。ゴースト・ビホルダーは他のゴースト同様、非物質的な存在ながら常に視認できる。一度死んだことで非常に用心深く、地面の中や天井、壁の中や裏側に物質を透過して潜み、眼柄でそっと覗き見不意を打つ機会を伺う。
1. 墓場の冷気光線（[死霊]［冷気］ダメージ＋減速状態）
2. 幽霊憑き光線（［精神］継続ダメージ＋幻惑状態→支配状態）
3. 殺意光線（［精神］ダメージ＋目標は自身に物理攻撃）

央：[死霊][精神]攻撃に弱くする
眼の光線は自ターンに任意に選んだ光線1種を使用可能。幽霊憑き光線に2回抵抗に失敗し支配状態に移行するとゴースト・ビホルダーは目標に入り込む。また、毒と病気に完全耐性を持つ。

### 5版（2014）
『モンスターマニュアル』（2014）に登場。この版でビホルダーの解釈は一変した。新たな特徴として、この世ならざるビホルダーの存在が場を歪ませることで生じる怪奇現象が加わった。ビホルダーの住居1マイル四方では時折視線を感じる。また、ビホルダーが眠る都度図形が歪む・無毒の粘液が付着するなど比較的無害な超常現象が起きる。そして住居の中ではビホルダーは近くの床・壁・天井に移動困難な滑りを作る・触手や腕を生やして掴み掛かる・眼柄を生やして魔法光線で攻撃するなど有害な現象を引き起こせる。これらにより、住居にいるビホルダーは脅威度が上昇する。
最も変わったのは眠りと夢である。ビホルダーは眠っている間も眼柄で周囲を知覚しており、このいつでも覚醒できる状態で夢を見る。この夢が住居周辺に起こる比較的無害な超常現象の原因である。そして夢はビホルダーと世界に大きな影響を与え得る。年を経たビホルダーは自身の寿命と死に怯え続けた末に死を超越した夢を見ることがある。その結果変異した姿が5版のデス・タイラント（後述）である。
5版サプリメント『ヴォーロのモンスター見聞録』（2016）ではこの夢による現実改変はそのままビホルダーの繁殖に関わるとされた。ビホルダーが自身を含むビホルダーを夢見たとき、現実が歪められてビホルダーやビホルダーキンが出現するのである。ビホルダーの異常な想像力から生み出されるため、その造形は変化に富んでいる。新旧のビホルダーは殺し合い、逃げ延びることで数を増やす。この際、極稀にビホルダーが多重人格的な夢を見た場合、自身に良く似た一回り小さなビホルダーが出現するケースがある。この時のビホルダーは互いを拡張された自身と認識し、殺し合うこと無く共に暮らす＝親子になる。
この設定を踏まえ、身体的特徴をダイスで造形するための表が掲載された。更に選択ルールでは脅威度（＝経験値）を変えずにそれぞれの魔法と置き換えても良い呪文が提示され、主眼含む全ての眼の魔法光線は3種類の内1種を選んでビホルダーのキャラクターを造形できる（より簡易な方法として「ダメージの種類を変える」も提示されている）。
標準的なビホルダーの眼の魔法は概ね3.5版までと同じで、二種類あった「魅了」が一つになり、代わって「麻痺」が追加された。光線によるダメージ以外の状態異常は同様の効果の呪文と同じく1分間続き、目標は毎ターン抵抗判定を行い効果から逃れる事ができるものが多い。TSR社時代にあった眼を潰す＝魔法を封じるルールがない事からか、4版の「アイズ・オブ・ザ・ビホルダー／何ものも看過せぬ無数の目」発動時のように戦闘時には眼柄の光線はランダムに使用される＝任意に選んで使えないようになった。これらの光線を自分のターンに3種、全員の行動が終わったら（同一の光線でも）3回と計4～6種の光線を6回使える。
1：魅了光線（魅了状態は1時間続く）
- コンフュージョン（混乱。表で決定した行動を実行する）
- バニッシュメント（放逐。目標をこの次元界から最大1分間追放する）

2：麻痺光線
- サイレンス（静寂。目標を包む空気の振動を消す）
- モディファイ・メモリー（記憶修正。目標を1分間魅了し、24時間以内・10分以下の記憶を示唆・改竄する）

3：恐怖光線
- ガシアス・フォーム（ガス化。同意する目標を自発移動できる気体に変換する）
- ムーンビーム（月光。［光輝］ダメージ＋変身生物を本来の姿に戻す）

4：減速光線
- スリート・ストーム（みぞれの嵐。視界とむき出しの炎を奪い足元の地形を滑りやすくする）
- ビストウ・カース（短時間の呪詛。目標に表から選んだ不利な効果を与える）

5：衰弱光線（［死霊］ダメージ）
- クリエイト・アンデッド（死体グール化＋24時間支配）
- ポリモーフ（変身。目標を別形態に最大1時間変身させる）

6：念動光線（ビホルダーの次ターンまで拘束状態。300ポンドまでの物体を操作できる）
- ウォール・オブ・フォース（ほぼ破壊不可能の不可視なエーテル力場の壁を作る）
- ギアス（最大30日間の命令の強制）

7：睡眠光線
- ブラインドネス／デフネス（視覚／聴覚剥奪 1分間盲目か耳聾にする）
- ミスティ・ステップ（目標を靄に包んで30フィート先まで転移させる）

8：石化光線（石化が始まると拘束状態。次ターン判定失敗で石化完了）
- ウォール・オブ・アイス（厚さ1フィートの氷の壁を作る。壁に伴う冷気に触れると［冷気］ダメージ）
- オットーズ・イレジスティブル・ダンス（1分間踊らせ続ける）

9：分解光線（［力場］ダメージ。HPが0になると分解）
- アイバイト（魔眼。眠り・恐慌・不調のいずれかの状態にする）
- チェイン・ライトニング（連鎖電撃。目標から更に3本の電撃が伸び計4体に［電撃］ダメージ）

10：死の光線（［死霊］ダメージ。HPが0になると即死）
- サークル・オブ・デス（死霊空間。射程内の一点から半径60フィートの球内全員に［死霊］ダメージ）
- フィーブルマインド（知能低下。［精神］ダメージ＋最大30日間【知力】【魅力】の能力値を1にする）

央：魔法抑止の円錐（アンティマジック・フィールド）
- パワー・ワード・スタンの円錐（範囲内の最も最大HPが少ないものを朦朧状態）
- ミラージュ・アーケイン（2平方マイル内の全生物の知感全てに及ぶ幻覚）

『ヴォーロのモンスター見聞録』ではビホルダーの種族・生態・社会・住居が詳細に説明されている。
他のモンスター同様名前や内面を決めるための表の他に、下僕やペットを決める表が記載され、戦闘時には選んで使えない魔法光線が日常ではどのように使用されているか―恐怖光線は捕虜への心理的拷問として、分解光線は微調整により自然石を整形したり生物の四肢を切断したりする手段として―が説明されている。
住居は3版のものに準ずるが、階層の移動は基本垂直の通路となった。部屋には自身の価値を語る記念品（強力な魔法の品や敵の肉体の一部、石化した敵など）が収集されており、ビホルダーの居室は上方からの（一方的な）攻撃が行えるよう天井の高い大広間（脱出用隠し通路完備）であることが多い。
『ヴォーロのモンスター見聞録』では住居内の部屋をつなぐ垂直通路はつるつるで滑りやすく、主のビホルダーの直径ぎりぎりに掘られているとある。各エリアは半ば孤立していて通路は少なく、最奥部のビホルダーの居室に達するにはビホルダーが想定した侵入ルートを通らざるを得ない構造で、「分解」で壁を消す＝最後の一掘りで開通する隠し通路、自身が引っかかる事のない落とし穴などが仕掛けられている。

#### デス・タイラント（5版）
5版のデス・タイラントはビホルダーが意識や記憶を保持したまま不可逆的に変異したアンデッドモンスターである。極稀に死を超越した夢を見たビホルダーの肉体は巨大な頭蓋骨の様な姿に、全ての眼は霊体（見た目には宙に浮く冷たい光球）に変わる。肉が無いためか耐久力は低下しているが、ACやHPを始め多くの能力値が上昇している。毒のダメージへの完全耐性を備え、毒状態の他に石化状態、消耗状態、伏せ状態、麻痺状態、魅了状態への状態完全耐性を持つ。
眼柄の眼だった光球の光線は生前？と変わらないが判定の難易度が1上昇している。また、中央の眼だった光球が恒常的に放つのは負のエネルギーの円錐である。この範囲内ではあらゆる生命の回復が起こらず、死亡した人型生物はデス・タイラントに永続的に制御されるゾンビと化す。作り出し支配するゾンビの数に上限は無い。
デス・タイラントの住居内で引き起こせる怪奇現象は幾分拡張されている。床を覆う滑りは霊体の目玉と触手に埋め尽くされる空間になり、移動困難に加えて隠蔽の効果が加わる。壁や天井から生える霊体の腕や触手、空中に浮かぶ霊体の眼は物質界のみならずエーテル界の存在も目標とする。また、住居の1マイル以内では視線を感じる他、デス・タイラントを知る明確な敵（大抵討伐に来た者たち）が休息をとると50％の確率で10種の光線のいずれかを受ける。
デス・タイラントは不死になったことでかえって自己保存欲求・収集品への執着が高まり、己の勢力を拡げようとする。アンデッド故に眠ることはなく、もう夢を見ることはない。

#### ビホルダー・ゾンビ
『モンスター・マニュアル』ゾンビの項に登場。デス・タイラント（3版）の下位的存在で残存している光線は決まっている。
1. 麻痺光線
2. 恐怖光線
3. 衰弱光線
4. 分解光線

央：なし
これらの光線をランダムに1種類、一体の目標に放つ。

#### マインドウィットニス（5版）
『ヴォーロのモンスター見聞録』に登場。『アンダーダーク』に登場したものよりもマインド・フレイヤーに近い怪物に改変されている。マインド・フレイヤーのように口の周囲に生えた4本の触手で捕まえた相手を朦朧状態にするが、脳の摘出による即死攻撃はできず、マインド・ブラストも使えない。眼柄は6本に減少、全ての眼は強膜に覆われ瞳が無く、魔法もほとんど変化した。以下の魔法をランダムに3種選び、最大3体の目標に使える。
1. 忌避光線（1分間攻撃ロールにペナルティ）
2. 恐怖光線
3. 精神光線（［精神］ダメージ）
4. 減速光線
5. 朦朧光線（1分間朦朧状態）
6. 念動光線（強制移動＋拘束）

央：なし
最大の能力は受け取ったテレパシーを600フィート内の見ることができる最大7体までの目標に双方向通信できるテレパシー中継。知力はビホルダーより低く（それでも平均以上だが）マインド・フレイヤーへの服従を植え付けられている。その為か主を失うとテレパシーを用いる生物を探し、新たな主を得るとマインドウィットニス（5版）の属性も変化する。

### ビホルダーキン
多くのルールブックやサプリメントではビホルダーかビホルダーとビホルダーキンの項に記載されている。その他、上級クラスや追加クリーチャー、更に単独で項があるものもある。

#### アイ・オブ・ディープ
AD&D1版『Monstrou Manual』、AD&D2版『モンスター・コンペンディウム1』に登場。深海に棲む外見・能力共にアクアティックビホルダーに酷似したビホルダーキン。

#### スペクテイター
AD&D1版『Monstrou Manual2』（1983）、AD&D2版『Monstrous Manual』、3版サプリメント『フェイルーンの魔法』、3.5版サプリメント『ウォーターディープ　壮麗な都』収録シナリオ、5版『モンスター・マニュアル』に登場。
4本の眼突起/眼柄を持ち、「異界から召喚される」と出自が明言されているビホルダーキン。ビホルダーより小さい中型サイズの体で知力もやや高く会話もできるがテレパシーを好み、主に物品の番人に用いられる。「秩序にして中立」の属性であり、直接傷つける光線は警護の最後の手段として侵入者にもまず警告で平和裡に退去を促す。
5版では礼儀正しく正直な一方で自身こそ完璧なスペクテイターという理念から他のスペクテイターを殺さずにはおかないなど狂気の片鱗が窺える。
眼突起/眼柄の魔法はAD&D版だと「コーズ・シリアス・ウーンズ」「パラライゼーション（麻痺）」「テレパシー」「クリエート・フード・アンド・ウォーター（食料と水を創る）」の4種。
3版では「テレパシー」が「サジェスチョン（示唆。内容は「平和裡に立ち去るべし」）」に、「パラライゼーション」が「ホールド・モンスター（サジェスチョンに失敗すると使用）」変更。「コーズ・シリアス・ウーンズ」はビホルダーと同じ「インフリクト・モデレット・ウーンズ」に、テレパシーは生来の疑似呪文能力となった。これらを1ラウンドに1種使う。
3.5版では再び「サジェスチョン」が「テレパシー」に戻るも、既にテレパシーで交信中の相手には更に「サジェスチョン」をかけられる形になり、代わって「クリエイト・フード・アンド・ウォーター」が疑似呪文能力となった。新たな眼柄の魔法として「疲労化」が加わった。これらを1ラウンドに1種使う。
5版では「混乱光線（ランダムに選んだ目標を攻撃）」「麻痺光線」「恐怖光線」「致傷光線（「死霊」ダメージ）」。これらを1ラウンドに任意に2種、2体までの目標に使う。テレパシーは生来の能力、「クリエイト・フード・アンド・ウォーター」は魔法（呪文かは不明）とされた。
最大の特徴は自身にかけられた呪文を術者に跳ね返す能力である。AD&D・3版・3.5版では一つ目による不可視光線の円錐で正面からの魔法を跳ね返す（「スペル・ターニング」の呪文と同様の効果）。5版では中央の眼の光線ではなく、「自身に対する呪文の抵抗に成功した」「自身に対する呪文が失敗した」場合、スペクテイターはその呪文を任意に選んだ目標にかけることができる（失敗した呪文も成功する）。なお、5版の中央の眼は何の力もない。また、（TSR社時代では全ての眼を潰されるなど）任務遂行不可になった時のみ、自力で異界へ転移・撤退できる。

#### ガウス（レッサー・ビホルダー）
AD&D2版『Monstrous Manual』、3.5版『モンスター・マニュアル』、4版『モンスター・マニュアル2』、5版サプリメント『ヴォーロのモンスター見聞録』に登場。
ビホルダーより一回り小柄な中型サイズの身体に6本の眼突起/眼柄と一つ目の周りに無数の小さな眼を持ち、レッサー・ビホルダーとも呼ばれるビホルダーキン。5版ではスペクテイター召喚時の事故で出現する。マジックアイテムなどの魔力を食べるとされ、自身をスペクテイター、あるいはビホルダーと詐称してマジックアイテムに近づこうとするなど悪質な怪物。
AD&D2版ではマジックアイテムを飲み込み、1日で全ての力を奪い通常の物品にしてから吐き出してしまう。その肉体は暗闇で注意を引くために（ビホルダーの飛行同様無効化できない）魔法的な発光ができ、死亡しない限り1HP/20ラウンド毎に再生する。そして寿命（約100年）を迎えた死体から新たに2体のガウスが誕生する。この生態のためか、ガウスは互いを殺すほど嫌悪しない（一緒にいるのは我慢ならないが）。
眼突起/眼柄はAD&D2版では「ディスペル・マジック」の呪文を受けると1d4ラウンド使えなくなる。魔法の内訳は「コーズ・シリアス・ウーンズ」「レパルション（反発。強制的に離脱させる）」「コーン・オブ・コールド（冷気の円錐。範囲内の目標にダメージ）（1日3回）」「ライトニング・ボルト（電撃。範囲内の目標にダメージ）（1日4回）」「パラライゼーション」そして「Dweomer drain」。このガウス固有の魔法光線はあたかもビホルダーのアンチ・マジック・レイのように瞬間的呪文の効果と持続時間が長い／無い魔法の発動を打ち消し、永久的マジックアイテムを1ラウンド通常の物品にする。のみならず、マジックアイテムのチャージ（使用回数）を消費させる。まだ唱えられていない呪文の記憶には無効で、既にかかっている持続時間が長い／無い魔法については不定。
3.5版では「スリープ」「インフリクト・モデレット・ウーンズ」「ディスペル・マジック」「スコーチング・レイ（焦熱光線。抵抗不可の［火］ダメージ）」「麻痺」「過労（レイ・オヴ・イグゾースチョン（モンスター・マニュアルではエグゾースチョンと表記）と同様）」を前後左右一つの方向90°に2種使用できる。
4版では「炎の光線」「過労光線」「催眠光線」「念動力光線」から2種を別々の目標に使用。
5版では「魔力吸収光線（呪文には効果がないDweomer drain）」「衰弱光線」「突き飛ばし光線」「火炎光線（［火］ダメージ）」「麻痺光線」「催眠光線」からランダムに3種を1～3体の目標に使用する。
中央の眼はAD&D 2版では「フィーブルマインド（精神弱化。対象の知力を低下させる）」の魔法を判定にペナルティ付きで放っており、ある意味ビホルダーよりも危険（フィーブルマインドはクラスによって回避にペナルティがつき、それが重複する上に効果は永続し回復手段が「願い」など非常に限定される）。
4版では「動けない状態にする」。
3.5版と5版では「朦朧化の凝視」。魔法光線ではなく凝視なので「目を逸らす」という対処が可能。
AD&D 2版ではガウスは他のガウスの魔法的攻撃に耐性を持つ。
AD&D 2版と5版では殺されると周囲を巻き込む魔力の爆発を起こす。

#### デス・キス
AD&D 2版『Monstrous Manual』、3版サプリメント『フェイルーンのモンスター』、5版サプリメント『ヴォーロのモンスター見聞録』に登場。瘤状に伸縮する10本の触手とそれぞれの先端に牙の生えた口を持つビホルダーキン。球状の体には一つ目があるが魔法は持たず口もない。戦闘時には10個の口で噛みつき吸血する。ビホルダーにはまるで及ばないが常人程度の知能を持ち、10の口で会話できる。
3版では獲物の血液で発電、それにより代謝を活性させ自身の傷を治したり、近接攻撃を受けた際に敵を感電させたりする。
5版ではビホルダーが見る「自分が血まみれになった夢」から出現する。

#### ガウジャー
3版サプリメント『フェイルーンのモンスター』に登場。
直径10フィートの大柄なビホルダーの体の下に4本の腕を持つビホルダーキン。一つ目はアンティマジックの場を展開しているが10本の小さな眼柄は魔法を持たない。特徴は長大な舌で、その威力は騎兵槍の一撃をしのぐが本来の用途は敵ビホルダーの眼を抉り使用不能にすることである。ガウジャーは中央の眼で眼柄の光線を無力化しつつ舌で眼を潰してゆく対ビホルダー用ビホルダーキンなのだ（『フェイルーンのモンスター』ではビホルダーを支配する種族に品種改良で生み出されている）。

#### アイボール
3版サプリメント『フェイルーンのモンスター』に登場。
4本の眼柄を持つ直径8インチの超小型ビホルダーキン。野生では群れで狩りを行う獰猛な捕食者で、知能の低さもあって飼い慣らすことは不可能。だが《上級使い魔》特技を持つウィザードやソーサラーはアイボールを使い魔にできる。
眼柄の魔法は「コーズ・フィアー（フィアーの下位呪文）」「メイジ・ハンド（5ポンドまでの物体を動かす）」を1ラウンドに1種1回、「デイズ（困惑。低レベルの人型生物に次の行動を起こさせない）」「レイ・オヴ・フロスト（冷気光線。［冷気］小ダメージ）」を2ラウンドに1種1回任意に使用する。
このビホルダーキンは眼柄に触れて発動された接触が必要な魔法をチャージ、光線として放つことができる。チャージは一時的なもので、チャージ後次のアイボールの行動時に発射しないとその魔法は消費されてしまう。

#### ゲイザー
5版サプリメント『ヴォーロのモンスター見聞録』に登場。
ビホルダーが毒や病気などでうなされ距離感が狂った時などに見る夢から生まれる、アイボールによく似た外見と性質のビホルダーキン。やはり知能は低いが、聞いた言葉を声まねできる。「幻惑光線」「恐怖光線」「冷凍光線」「念動光線」の魔法を1ラウンドにランダムに2種、2体までの目標に使う。
魔法的な力を持つものに喜んで仕える性質があり、選択ルールでは使い魔にすることも可能。3レベル以上の主人は使い魔のゲイザーと魔法的なテレパシーの繋がりを結ぶことで1マイル以内でのゲイザーの知覚を共有できるが、厳しく躾けないとこの使い魔は自分より弱いものを手当たり次第に攻撃してしまう。

### ビホルダーに関わる怪物
ビホルダーキンではないが、生態などがビホルダーに関係している怪物が存在する。

#### ガス・スポア（ブラストスポア）
AD&D1版『Monstrou Manual』、クラシックD&D『コンパニオンルールセット』、AD&D2版『Monstrous Manual』のFungusの項、5版『モンスター・マニュアル』のファンガスの項、5版サプリメント『ヴォーロのモンスター見聞録』のビホルダーの項に登場。
ビホルダーに酷似（ビホルダーを知っていれば90％誤認する）した腹菌類の様な茸。球状の体は内部に溜めたガスで浮遊しており、上部には眼突起/眼柄のような突起物が、体表には一つ目のような模様がある。ダメージを受けると爆発し、半径20フィート内の全員を巻き込む。この爆発を生き延びても対毒判定に失敗した場合、撒き散らされた胞子が呼吸器や消化器、そして皮膚から体内に侵入、24時間で犠牲者を死に至らしめた後、1d6体のガス・スポアに成長する（「病気を治す」で対処可能）。
クラシックD&Dのブラストスポアは牙の様に見える突起物と口のような裂け目があり、接近するものに胞子を浴びせかける。
5版ではビホルダーの死体に生えた菌類がこの世ならざる存在に歪められたモノとされた。その為稀に変異させたビホルダーの生前の記憶の断片が宿っており、胞子に侵入されて生き延びた被害者はその記憶の断片を得られることがある。『ヴォーロのモンスター見聞録』ではビホルダーが念動力光線で動かして住居にトラップとして配置することがあり、場合によっては直接侵入者にぶつける戦術をとることが記されている。

#### スポラクル
クラシックD&D『マスタールールセット』に登場。
ビホルダーとは直接関係ないが外見はよく似ている。その姿はeyestalksが数本欠如した半径5フィートの巨大で俊敏なビホルダーに見える。しかしeyestalksの様な触手は眼も魔力もない一方で収縮可能で実際は全方位から12本生えており、一つ目は上下左右前後に計6つが均等に配置されている。攻撃には触手の麻痺毒を用い、基本標的全員が麻痺するまでビホルダー以上に強力な牙は振るわない。eyestalks同様独自のアーマークラスを持つ触手は攻撃を受けると容易く千切れる。
聴覚が無いので音によるあらゆる影響を受けず、毒・麻痺・魅了そして全ての魔法に耐性を持つ（攻撃魔法は触手のみ破壊できる）。更に鏃含む刃物以外の武器に耐性を持ち、打撃武器と投石はマジックアイテムであっても効果がない。スポラクルは真水に浸かると傷と触手が急速に再生する（3 HP/毎ラウンド回復）。切れた触手は水中で1時間経つと完全なスポラクルに成長する（これが唯一の繁殖方法である）。死亡時は回転して様々な方向に触手を飛ばす。

#### ラーキング・ストラングラー
3.5版『モンスター・マニュアル3』(2004)に登場、3.5版サプリメント『ウォーターディープ　壮麗な都』に記述あり。
3フィートの筋肉の紐の両端に一対の眼球がついた外観で、空中を浮遊する。眼球はそれぞれ「コーズ・フィアー」「スリープ」の魔法の光線を放つ。威力は低いが全身を使って鞭打ちを行い、この攻撃は無防備状態の目標には首への巻き付き攻撃となり、1ラウンドでHP 0の気絶状態、2ラウンドでHP－1の瀕死状態、3ラウンドで窒息死させる。言葉を発することはできないがビホルダー語と共通語を解し、全身を使ったポーズで意思を表す。ビホルダーまたはガウスのペットか相棒として偵察や見張りを行う。
エベロン世界ではデルキールに、フォーゴトン・レルム世界ではビホルダー・メイジに生み出された。どのように行うかは不明だが自然繁殖し、広がっていった。

#### アイドレイク
5版サプリメント『フィズバンと竜の宝物庫』(2021)に登場。
ビホルダーとドラゴンは共に支配や富に執着するため、時折争いになる。ビホルダーが寝ても覚めても競争相手のドラゴンを思いつめ、夢にまで見るようになった果てに現実化するのが、アイドレイク（目玉竜）である。その姿は翼を広げたドラゴンに似ているが四肢はなく、翼は複数の眼柄でできており、常に開いている口の中には大きな目玉がある。カテゴリー「異形」とその出自にもかかわらず、ドラゴンの要素が多い為かビホルダーキンには分類されない。
口で噛みつく他、翼の複数の眼からは1体のクリーチャーに影響する6種類の魔法の光線をランダムに3種放つ。そして口の中の目玉からは衝撃を伴う円錐状の魔法抑止の力場をブレスのように放射する（再チャージ6）。ビホルダーの同名の能力と効果が異なり、範囲内にいるクリーチャーは力場ダメージに加え、アイドレイクの選択したクリーチャーと物体（いくつでも可）にかかっている3レベル以下の呪文は全て終了する。
1. 冷凍光線（［冷気］ダメージ＋目標次ターンまで移動力半分）
2. 制圧光線（［雷鳴］ダメージ＋目標次ターンまで無力状態）
3. 追い払い光線（［力場］ダメージ＋最大18m押しやられる）
4. 火炎光線（［火］ダメージ）
5. 麻痺光線（1分間麻痺。毎ターン抵抗判定できる）
6. 死の光線（［死霊］ダメージ＋HPが0になると即死）

## 他のファンタジー作品におけるビホルダー
今日、日本ではビホルダーには強い権利問題が絡むという認識がある。そのため、D&D以外の多くのファンタジー作品においては、ビホルダー（のようなもの）を登場させるときには、名前やデザインなどを変更することが通例となっている。この現在の日本の認識は萩原一至の漫画『BASTARD!! -暗黒の破壊神-』に端を発する。『週刊少年ジャンプ』1988年22号（5月9日発売）「闇の反逆軍団編 9 焦燥」に登場したビホルダーであったモンスター（欄外には漫画家の円英智デザインであると書かれている）が1988年11月15日に発売された単行本2巻で手足が書き足され、名前も「鈴木土下座ェ門」に改変されたのである。この変更は欄外に「ゴメンちょい事情が……」「しでともゆるして!! ゴメン!!」とある。
2012年に発売された『BASTARD!! -暗黒の破壊神- NINJA MASTERガラ外伝』には
「……この「●ホルダー」というモンスターは「●ンジョンズ＆ドラ●ンズ（●＆●）」の中で作り出されたもので、当時の●＆●の日本での代理店がこの無断盗用に抗議、当時の萩原氏担当の鈴木氏が謝罪、その際土下座したという話がある。（しかし実際には鈴木氏という編集者が萩原氏の担当にいた事実は無く、土下座ェ門というネーミングも入稿間際のドタバタの中で適当に決められたものらしい）そしてコミックス掲載時に描き直しを余儀なくされ、モンスターの名前も「鈴木土下座ェ門」に変わったというもの。……」
とある。
また、『BASTARD!!-暗黒の破壊神-』2巻発売から約半年後、新和が出版していた『オフィシャルD&Dマガジン』第6号（1989.4）p42にて、D&D翻訳・監修を行った大貫昌幸が自身のコラムで個人的立場から「D&Dの版権問題の巷の噂」について説明している。
- 版権問題にうるさいのは新和ではなくTSRであり、仮に他出版社からD&Dが発売されていても同様の状況になったであろう

- これは国民性の違い

とした上で「JR東日本が京葉線舞浜駅開設に当たって「東京ディズニーランド前」と命名しようとオリエンタルランドに許可を求めたら、名称の使用料を請求されたため現在の駅名に変更した（実際にはより多くの事情があった、と注釈されている）」という例を出し、オリエンタルランドとしても宣伝効果よりもディズニーの意向、ひいてはアメリカの版権や著作権を尊重せざるを得なかったことを述べ、その上で新和にも同人誌などが規制されていない日本の国民性をTSRに説明してゆくことを希望している。
冒頭にもある通り、ビホルダー（beholder）という名称自体は一般的な名詞である。そのため、英語圏では商標登録ができず、外見や能力などD&Dの設定がこの名で使われることが著作権の侵害にあたる。現在、ビホルダー含めWotCのオープンゲームライセンスの“製品の独自性(Product Identity)”によって保護されているいくつかの怪物には同様の注意が必要である。

### ワンダリングアイズ（1981）
『ウルティマⅠ The First Age of Darkness』に登場した目玉の怪物。球状の体に大きな目が一つ、その体から先端に目を備えた触手が6本伸びている。『ウルティマIV Quest of the Avatar 』(1985)以降は同様の姿で眠りの魔法を使う「ゲイザー（GAZER）」に変更された。

### グレナディア社のメタルフィギュア（1983）
GRENADIER FANTASY LORDS（1983 - ）の『104 Searcher of Souls & Writhing Crusher』の一体・サーチャーオブソウルズとGRENADIER DRAGON LORDS の『1503 MONSTER MANUSCRIPTS 3』の一体・フローティングアイ。いずれも球状の体に単眼、眼を備えた触手を複数持つ。サーチャーオブソウルは触手が少なく、フローティングアイは体の底部に触手が生えている。原型はJohn Dennett。共にホビージャパンの『メタルフィギュアの世界(1) '87グレナディアモデルガイドブック』に登場。
1982年でTSR社はグレナディア社との契約を終了し、自社でD&D・AD&Dの公式メタルフィギュアを発売（1985年からはシタデル社、1987年からはラル・パーサー社が発売）、グレナディア社はオリジナルのファンタジーフィギュアを発売していた。
『メタルフィギュアの世界(4) グレナディア・メタル・ワールド』掲載の「モンスター大百科 WELLCOME TO MONSTER MANUSCRIPT」ではモンスターマニュスクリプトシリーズのモンスターが能力値付きで紹介されている。その記述によるとフローティングアイは「混沌の球体」とも呼ばれる「中立にして悪」の稀な怪物で、常に浮遊しており、獲物の頭部を触手で包み込む。この触手に直接的な攻撃力は無いが神経性の麻痺毒を注入する棘を備えており、無抵抗になった獲物から触手全面を覆う小さな棘で体液を吸い取って死に至らしめるという。

### カーナス（1984）
綴りはCornus（山下章『チャレンジ!! パソコンアドベンチャーゲーム＆ロールプレイングゲーム』電波新聞社1987.1.20. P82では「コーナス」と表記）。『ザ・ファイヤークリスタル』に登場する目玉の怪物。眼球を頭部、視神経の束を体と両腕に見立てたかの姿をしており、Iceの魔法を使う。地下2階以降に出現する（『蘇るPC-8801伝説 永久保存版』アスキー2006.3.14. P42）。
浜村コウイチ『ロールプレイングゲーム必勝本』JICC出版局1986.1.1 P47では邪悪な魔法で死体の一部が動き出した「体の一部」という怪物にカテゴライズされており、魔法使いの領域内の侵入者を発見するのが役目とされる。記載されたイラストは前述の『ウルティマIV』のマニュアルのゲイザーのものに酷似している。

### イービル・アイ（1988）
山本弘『アドベンチャーゲームブック モンスターの逆襲』（現代教養文庫 1988年4月1日 ISBN 4390112406）に登場する邪悪な妖怪。展開によってはある人物が変身する。魔力を秘めた視線を武器とし、主人公が物理的な攻撃が効かない怪物であってもダメージを与えてくる上に魔力を中和する視線で主人公の魔法的な特殊能力を封じてくる。
イラストは『別冊ポプコム RPGモンスター大事典』（小学館 1986年8月21日 ISBN 4091042724）掲載の柳柊二のビホルダーに酷似。

### 鈴木土下座ェ門（1988）
読みは「すずきどげざえもん」、ラテン文字表記は「SUZUKI-DOGEZAEMON」。コミックス2巻・OVA2話・ボードゲーム（デザインは秋山徹郎。ユタカから1992年12月発売）・小説『BASTARD!! -暗黒の破壊神- NINJA MASTERガラ外伝』・NetflixのWebアニメ第1期第4話に登場。
魔界の魔獣の内でも太古の種族。地下や荒地・迷宮などに現れる。土下座破壊光線をはじめ土下座催眠言波・土下座パンチ・土下座チョップ・土下座二段ゲリ・土下座フライングニードロップなどの魔力、右手には大鎌を持つが、作中では破壊光線と思しき攻撃のみ使用した。他の魔法を打ち消す結界により身を守る。この結界はダーク・シュナイダーの「この程度の呪文では破れないのか」という発言から、強力な呪文ならば破れるらしい。雑誌掲載時には魔力の内訳は催眠（スリープ）・金縛り（ホールド）・念動（テレキネシス）・減速（スロー）・石化（ペトリフィケーション）・分解（ディスインテグレイト）などと名前と同じくビホルダーに準じていたが、「浮遊（レヴィテーション）の呪文によって空中を移動する」「背後からの一撃を受けて結界が緩んだところを倒される＝全周囲を知覚できていない」など、もともとD&Dのビホルダーらしからぬ怪物であった。
1992年に発売されたOVAでは手足が無い代わりに下部から布状の部位が垂れ、両側面にも一対の一つ目がある。この側面の一つ目は伸縮して爪を備えた両腕に相当する触手となり、鋼雷破弾（アンセム）の呪文を失敗した直後のダーク・シュナイダーを負傷させた。しかし立て直したダーク・シュナイダーの等活地獄（ソドム）の呪文により、シーラ姫の手助けが無いにもかかわらず切り刻まれ倒される。
コナミのアクションゲーム『悪魔城ドラキュラ』シリーズの内、『悪魔城ドラキュラX 血の輪廻』とそのリメイク作『悪魔城ドラキュラ Xクロニクル』、『悪魔城ドラキュラ ギャラリー オブ ラビリンス』には、鈴木土下座ェ門から名前をとったと思しき「ドゲザー」というビホルダーに似たモンスターが登場している。

### ギャザー（1988）
綴りはGAZER＝ゲイザー。複数の家庭用ゲーム機のRPGを対象とした『TVゲーム　怪物（モンスター）イラスト大事典』（JICC出版　1988.12.25）にて定義された目玉の怪物の総称。魔法とエナジードレインなどを使う魔法生物で、性格は凶悪で貪欲。『ドラゴンクエストII 悪霊の神々』(1987）からメドーサボールとダークアイ、『ファイナルファンタジー』(1987）からビッグアイ、『ディープダンジョン3』(1988）からデスアイがギャザーに分類され、類似した怪物として『リンクの冒険』(1987）のギルボック、『FC版源平討魔伝』(1988）の魂喰眼（こんじきがん）、『邪聖剣ネクロマンサー』(1988）のギャザーが挙げられている。
球形の体・単眼・複数の触手、そして眠りの攻撃が特徴とされ、メドーサボールと上位種ゴーゴンヘッドはラリホーの呪文（初登場時の『ドラゴンクエストII』にはモンスターのMPが設定されておらず呪文を乱発する上、ゴーゴンヘッドはこちらの攻撃魔法をほとんど受け付けないなどビホルダーを思わせる）、ダークアイと下位種あくまのめだまは「あまいいき」、デスアイはスリープの魔法を使う。しかしビッグアイと上位種ディープアイは「にらみ（麻痺）」（ディープアイは盲目効果の「フラッシュ」も使う）だけで眠りの攻撃は仕掛けてこない。さらに前述のエナジードレインがどこから出典されたか不明（魂喰眼の「麻痺針」は攻撃力を低下させる、挙げられた怪物たちの中では唯一エナジードレインと呼べなくもない効果の特殊攻撃）。ギルボックは瞼を開いている間しかダメージを受けない特殊能力を持つが、魔法は使わず触手もない。魂喰眼は「睡眠」を使うが球形の体は長い体毛に覆われ、大きな口の中に眼球を持つ。ギャザーは球形の体に無数の眼と触手を持ち、ファイヤーの魔法を使う。

### バグベアード（1990）
『ソード・ワールドRPG 上級ルール』『完全版』『ソード・ワールド2.0　ルールブックII（改訂版含む）』『ソード・ワールド2.5 ルールブックII』に登場する怪物で、カテゴリーは魔獣。
直径1メートル程の球状の体に巨大な一つ目を持ち、浮遊している。全身が黒い体毛で覆われたものや触手や手足を持つものなど個体差が大きい。浮遊する方法、食性や繁殖方法も含め不明点が多い。外見と能力、そして知能は高いが言語を持たない＝喋れないことと戦闘時にはサイコロで行動を決めることから魔獣の中でも極めて不可解な存在。一つ目から放つ5種類の怪光線は一瞬で凍結させ仮死状態にする（石化に等しい）冷凍光線をはじめ、魅了にも似た洗脳光線、武具含む非魔法の金属製品を破壊する金属分解光線、睡眠光線、麻痺光線などがありビホルダーを強く意識している。鏡で反射するなどしてもバグベアードは影響を受けない。リプレイ第2部に登場した際には知識判定に失敗したプレイヤーたちから「土下座衛門！」「スカイライン（後述）」と呼ばれ、へっぽこーず編ではGM含め「目玉親父」「巨大目玉親父」と呼ばれている（なお、知識判定失敗したにもかかわらずモンスターの特殊能力に取り乱したことを謝罪したプレイヤーのセリフには〈土下座〉とわざわざ表記している）。
本家5版に先駆けて麻痺光線と光線のランダム選択を実装している。

### スカイライン（仮名）（1991）
Dr.モローのコミック『賽の目繁盛記』に登場。球状の体に一つ目とその下に口があり、四肢と思しき突起を持つ。鳴き声？は「が〜」。魔法使いホゲホゲーに使役される。「名前を言っちゃいけない怪物」と劇中で呼ばれており、ホゲホゲーは「スカイライン（仮名）」と呼んでいる。
商業誌では最初期のビホルダーの権利問題ネタの一つ。

### 大目玉（2016）
『ゴブリンスレイヤー』に登場。
原作小説・コミックス1巻でその存在に言及された「冒涜的な名前の大目玉」との関係は不明。
ゴブリンスレイヤーには適当に大目玉呼ばわり、鉱人道士にはBig Eye Monster＝ベムと称されるが劇中では誰も呼ばず地の文では大目玉と表記。人の背丈ほどの直径の眼球で外皮（「瞼」と形容される）からは数本の先端に眼が付いた触手（「触眼」と表記）を生やし、猫科の猛獣じみた牙を備えた口を持つ。一つ目の凝視は呪文を唱える術者の精神に干渉し魔法を強制中断、しばらく魔法を使えなくさせる《解呪》とされる魔力を秘め、全ての触眼からは石の床も融解させる「《分解》の邪視」とされる熱線を放つ。この《解呪》は魔法を解除するのではなく唱えられている呪文を失敗させる力のため、発動した魔法＝凝視されずに唱えられた呪文には影響を与えず、視認できない術者には効果がない。また、凝視であるため一度に複数の術者に作用するか、マジックアイテムの使用に影響するかは不明。その口で噛みつくなど接近しての攻撃は行っていない。
「B」「E」「H」「O」「L」「DER」を組み合わせた鳴き声？をあげ、地の文では最後に『見つめる者』と表記された。
コミックスでは口がなく、全身は帯を編み込んだような模様で覆われ、触眼は文字（描写）通り一つ目の周辺＝瞼から8本、全身で計10本以上生えている。催涙弾を受けたり鉱人道士の《酩酊》の魔法を受けた際には瞼を閉じる描写がある。さらに眠りに落ちたときは触眼を巻きつけ完全な球体になっており、体表の帯のような模様は触眼と窺える。
アニメ版では編み込み模様はなく、触眼は全身から10数本生えている。正面の大部分を占めるほど大きな一つ目から「《分解》の邪視」を放ち《解呪》は言及されるのみで未使用。鳴き声も獣のような唸りである。声優は高橋伸也。
TRPGではデーモンの一種「大目玉（ビッグアイドモンスター）」が登場。個体差が大きく能力も千差万別、中には魔神将として知られるものもいるとされた。抵抗に失敗した術者の魔法を1ラウンド封じる「呪文封じの視線」、体力点にダメージを与えて0以下になると肉体を消滅させる「分解光線」の他、精神属性のダメージを与える「怪光線」と目標を1時間昏倒させる「眠りの視線」、射程内の全員の移動と動作を封じる「狂気の誘い」の魔力を持ち、触腕による迂回攻撃の殴打を備える。2021年に発売されたサプリメントでは大目玉を基にしたアンデッド「屍大目玉（ビッグアイドゾンビ）」が登場。その眼球には光が無く知性は低い。肉は腐り落ち体格は一回り小さく、全ての能力値が低下しているが新たに「再生」の能力を持つ。各種光線は「狂気の誘い」が無くなり、「分解光線」が体力点ではなく技量点に毒属性のダメージを与え0以下になると「行動不能状態」に、そのまま一時間解毒されないと腐って死亡する「腐敗光線」に変更された。解説では「死の暴君」と呼ばれる上位個体も存在する。大目玉が死すら死に絶える夢を見た末に至った、ゾンビとも吸血鬼とも骨だけの姿とも言われる。

### その他
上記以外にもゲームをはじめとする多くのファンタジー作品で「ゲイザー（ギャザー、上記）」「シーカー」など「見る」に関する英名や「○○アイ」など「○○の目」といった英名、さらにはビホルダーをもじった名前などでビホルダーのような怪物が登場している。
一方で「ビホルダー」そのままの名称で登場しているものもあり、それらは鈴木土下座ェ門事件＝1988年11月以前 - 同時期までに登場したものや、外見などが異なる≒新たな目玉モチーフの怪物などがいる。
- ザナドゥ・シナリオ1（1985）
名前は「ビホルダー」だが外見は巨大な眼球そのもので、魔法も使わない序盤の敵である。攻略本などのイラストでは口があるものもある[52]。同ゲームではより高レベルの怪物としてスペクテイターも登場している。
- バーズテイル（1985）
名前は「ビホルダー」だが外見は眼球というより人の顔から目だけ切り抜いたかのようで、正面以外がどうなっているか不明。海外のDOS版（1987）では頂部に一対の小さなeyestalks、下半分は大量の血管状の組織で覆われた巨大な眼球といった外見である。一方ポニーキャニオンより発売のファミリーコンピュータ版(1990）では名前のみならずほぼ同一の外見で登場。
攻撃には錯乱の追加効果があり、全体攻撃魔法「ドラゴンブレス」と強力な回復魔法「レストアオブマンガー」を使う。
- ダンジョンマスター（1987）
「ビホルダー」の名前で登場。外見もほぼ同一だが口は確認できない。「ファイアーボール」「稲妻」の魔法で攻撃し、「ドアオープン」の魔法で扉を開けて追ってくる。浮遊しているので落とし穴に落ちない。
ビクター音楽産業によるPC版(1990）およびスーパーファミコン版(1991）では「ウィザード・アイ」だが、攻略本により「ビホルダー」「ウィザード・アイ」と名前が異なる[53]。
『続・ダンジョンマスター　カオスの逆襲』(1990)では能力はほぼ同一ながら名前は「ゲイザー」に、外見は水滴状の体の先端に一つ目、背部に蝙蝠に似た一対の羽を持つ姿に変更。こちらも攻略本により「ゲイザー」「フライング・アイ」と名前が異なる[54]。
- ファイナルファンタジーシリーズ
ファミリーコンピュータで発売された一作目（1987）のみ、「ビホルダー」の名前、同じ外見で登場する。上位種に「デスビホルダー」がいる。ビホルダーは「にらみ（即死・麻痺・石化）」の特殊能力と「デス（単体即死）」「キル（対象のHPが一定値以下なら即死）」「ブレイク（石化）」の魔法を使い、「じしん」耐性（浮遊しているため）がある。デスビホルダーは非常に高い攻撃力に麻痺の追加効果を持ち、「にらみ（単体へのデジョン）」の特殊能力と「デス」「デジョン（時空属性の全体即死）」「ストップ（時空属性の全体金縛り）」の魔法を使い、「じしん」耐性がある。その一方、炎が弱点で回復魔法にダメージを受ける。
海外で発売されたNES版（1990）では外見と共にビホルダーは「EYE」、デスビホルダーは「PHANTOM」と名前も変更。ニューファミコンと同時期に発売された『ファイナルファンタジーI・II』では、外見がNES版に変更され、それ以降の移植版では名前もビホルダーは「イビルアイ」、デスビホルダーは「デスアイ」に変更されている。
『ファイナルファンタジーXI』（2002）・『ファイナルファンタジーXIV』（2013）にも同名のモンスターが登場するが、『XI』ではヘクトアイズ族（スライムのような軟体の前面に多数の眼球がついている怪物）の一種、『XIV』では大型のディープアイ（頭部には一つ眼だけで嘴のないフクロウのような怪物）となっている。
- ソーサリアン
『呪われたオアシス』（1987）に「ビホルダー」の名前で登場。外見も似ている（目は12個[55]）が口は確認できず、魔法も使ってこない一方で集団で出現する。 ドリームキャスト版『陽の中の闇人』(2000）には「ビッグビホルダー」が登場。ほぼ前者の色違いで、「じめじめした所を好み血を吸う化け物 / 霊」とされる。
- カイの冒険（1988.7）
「ビホルダー」「アーチビホルダー」の名で2種が登場[56]。ゲーム内では名が表示されず、説明書や攻略本の表記のみ。外見はビホルダーと同一でeyestalksは12本。ビホルダーは青色で、空中を左右に往復する。アーチビホルダーは茶色の個体で、通常は空中を左右に往復しているが、カイのジャンプ中（＝ジャンプボタン入力中）はその場に停止し、ボタンを離すと方向転換する。共に魔法は使わない。
後年の関連作品『攻めCOMダンジョン ドルルルアーガ』では「イビルアイ」に改称。
なお『ドルアーガの塔』の企画書の一つ『THE RETURN OF ISHTAR』（1983年7月9日）にビホルダーが「BEHOLDER」の名前で登場している。正面から見たほぼ原典通りの姿で体色は茶色、瞳は黒[57]。
- 大魔界村（1988.12）
アーケード版に「ビホルダー」の名前で登場。風船の様に膨らんだ腹部に爬虫類の骨格が被さる臍嚢を抱えた稚魚の様な外見で、ただ空中を左右に移動している。
1989年メガドライブに移植された際、「バイホルダー」に改名された。
- Sa・Gaシリーズ
ゲームボーイ版の『魔界塔士Sa・Ga』（1989）『Sa・Ga2 秘宝伝説』(1990）に「ビホールダー」の名前で登場。球体に睫毛を備えた眼がついた外見の目玉系モンスターの最上位で、ほぼ共通の特殊能力「じしん」耐性（浮遊しているため）「けいかい」「はかいこうせん」に加え「さつじんビーム」「ゆうわくのめ」「せきかにらみ」「デスにらみ」そして「じばく」を持つ。
ワンダースワン版（2002）では「デスアイ」に改名された。
なお、両作品の目玉系モンスターには「ゲイザー」もおり、こちらは改名されていない。
- ウィザードリィシリーズ
日本製のシリーズにビホルダーまたは類似した怪物が登場している。
ゲームボーイの『ウィザードリィ外伝I 女王の受難』（1991）に「アイボール」という外見が酷似したモンスターが登場。
ゲームボーイカラーの『ウィザードリィ エンパイア』（1999）には「ビホルダー」が同一の外見で、「アンデッドビホルダー」がデス・タイラントのような外見で登場した。ビホルダーは僧侶Lv6呪文を使い、かけられる呪文を90％無効化する（火属性のみ50％）。アンデッドビホルダーは魔術師Lv6呪文を使い通常攻撃にLv1エナジードレインの追加効果が加わったが聖属性の呪文無効化10％、火属性の呪文無効化0％と弱点ができた（アンデッドのため精神属性の呪文は100％無効。その他の呪文生前同様90％無効化）。PlayStationの『ウィザードリィ エンパイア 〜古の王女〜』（2000）『ウィザードリィ エンパイア II 〜王女の遺産〜』（2002）とPlayStation 2の『ウィザードリィ エンパイアIII 〜覇王の系譜〜』（2003）では「ビボルド」「アンデッドビボルド」に改名、外見も口の形が変更された。ニンテンドーDSの『ウィザードリィ アスタリスク ～緋色の封印～』（2005）にはビボルドと同一の外見だが呪文も使わず呪文無効化も持たない「フライングアイ」が登場。『エンパイア』シリーズと『アスタリスク』のモンスターの多くは後のエルミナージュシリーズに流用されたが、このビホルダー / ビボルド / フライングアイとそのアンデッドは姿も名前も流用されていない。
- 聖剣伝説シリーズ
『聖剣伝説 〜ファイナルファンタジー外伝〜』(1991）『聖剣伝説2 SECRET of MANA』（2018）には「バイルダー」[58]、『聖剣伝説3』(1995）以降[59]には「ボルダー」という目玉の怪物[60]が登場。
いずれも海外版ではBEHOLDERに変更されている[61]。
- ミスティックアーク（1995）
「ビホルダー」の名前で登場。上位種に「ブルービホルダー」がいる。一対の大きな眼を持つ爬虫類の頭部に小さな眼と先端に眼を備えた触手が複数備わったような外見。触手と眉間の一つ目以外の小さな眼は左右対称に位置している[62]。2種類の単体冷却攻撃「コールドダウン」「アイスロックネイル」の他、「ストーン」「キル」の魔法を使う。ブルービホルダーは魔法を一切使わない。
- CardWirth（1998）
「ビホルダー」の名前で登場。概ね外見は似ているが口は確認できない。基本的な能力が高いうえに属性攻撃を無効化し、強めの技能カードも多数所持しているため、多くのシナリオで冒険者にとっての壁となっている。真正面から勝つというシナリオは少なく、戦闘を回避するか特殊な方法で倒す場合がほとんど。味方になったりペットになるシナリオもあるが、その場合でもサブキャラクターが驚愕するなど、その存在感は大きい。
- ラグナロクオンライン（2002）
「ビホルダー」は2006年に実装。前面の大部分が目、瞼含む体の上半分が棘付き甲羅に覆われ下部には脚と思しき突起が4本、そして体の左右に一対の蝙蝠の様な羽を持つ外見。空を飛び「ディスペル（一部のスキルの効果を解除）」「ナパームビート（爆発）」「ペトリファイアタック（石化）」「メンタルブレイカー（SPにダメージ）」のスキルを持つ。スキルを持たないが大型のスカイビホルダー、「ディスペル」「ペトリファイアタック」「メンタルブレイカー」「テレポート（マップ内の別の場所にランダム移動）」「ユピテルサンダー（雷球でダメージ＋後退）」「残影（瞬間移動）」のスキルを持つビホルダーマスターがいる。
派生したコンピュータゲームにも登場している。
- RED STONE（2003）
「ビホルダー」の名前で登場。一対の羽で空を飛び、小さな2つの目玉と尻尾を生やした大きな目玉「アイウィング」族の1種。多種多様な異常状態を引き起こす魔法に加え、強力な攻撃魔法を使う。また、他のモンスターと違い捕獲されることもない。
- マビノギ（2004）
スキル封じと移動制限を加えるビームを放つ、大きな目玉しか持たない「ビーパー」というモンスターが「ビホルダービーム」「ビホルダー警報」というスキルを持つ。「ビホルダーシールド」という、盾表面に大きな目玉の描かれた丸い盾も存在する（「ビホルダーソード」とセット）。
- ニンジャスレイヤー（2010）
ソウカイ・シックスゲイツの一人で、下半身不随で車椅子のニンジャ。目を合わせた相手の精神を破壊するフドウカナシバリ・ジツは裸眼ならば即死させてしまうため、普段はサングラスで減衰している。視線でジツをかけることから「ビホルダー」を名乗っている。